# Еваґелія Руссі
Еваґелія Руссі (нар. 16 травня 1979) — колишня грецька тенісистка.
Найвищу одиночну позицію світового рейтингу — 433 місце досягла 16 жовтня 2000, парну — 472 місце — 24 травня 1999 року.
Здобула 3 парні титули.

## Фінали ITF

### Одиночний розряд: 1 (0–1)
| Результат | Дата          | Турнір                                  | Покриття | Суперниця    | Рахунок       |
| --------- | ------------- | --------------------------------------- | -------- | ------------ | ------------- |
| Поразка   | 16 липня 2000 | Брюссельський столичний регіон, Бельгія | Ґрунт    | Анн-Лор Ейтц | 6–7(4–7), 1–6 |

### Парний розряд: 5 (3–2)
| Результат | Ранг | Дата           | Турнір             | Покриття | Партнерка      | Суперниці                             | Рахунок       |
| --------- | ---- | -------------- | ------------------ | -------- | -------------- | ------------------------------------- | ------------- |
| Поразка   | 1.   | 28 червня 1998 | Кавала, Греція     | Тверде   | Бранка Бойович | Река Відатс Марія Павліду             | 1–6, 1–6      |
| Перемога  | 1.   | 30 серпня 1998 | Скіатос, Греція    | Килим    | Елені Даніліду | Марина Лазаровська Тетяна Пучек       | 3–6, 6–4, 6–2 |
| Перемога  | 2.   | 6 вересня 1998 | Ксанті, Греція     | Тверде   | Елені Даніліду | Драгана Ілич Ліляна Манушевич         | 6–0, 6–3      |
| Перемога  | 3.   | 27 серпня 2000 | Касторія, Греція   | Килим    | Елені Даніліду | Сандра Клеменшиц Даніела Клеменшиц    | 6–3, 6–4      |
| Поразка   | 2.   | 5 серпня 2001  | Стамбул, Туреччина | Тверде   | Марія Павліду  | Марія Кондратьєва Svetlana Mossiakova | 2–6, 5–7      |